# Lliga de São Tomé de futbol
La Lliga de São Tomé de futbol és la màxima competició futbolística organitzada per la Federação Santomense de Futebol per l'illa de São Tomé. El campió disputa el Campionat de São Tomé i Príncipe de futbol.

## Historial
- 1977 : Vitória FC
- 1978 : Vitória FC
- 1979 : Vitória FC
- 1980 : Desportivo de Guadalupe
- 1981 : Desportivo de Guadalupe
- 1982 : Sporting Praia Cruz
- 1983 : no es disputà
- 1984 : Andorinha Sport Club
- 1985 : Sporting Praia Cruz
- 1986 : Vitória FC
- 1987 : no es disputà
- 1988 : 6 de Setembro
- 1989 : Vitória FC
- 1990 :
- 1991 : Santana FC
- 1992 : no es disputà
- 1993 :
- 1994 : Sporting Praia Cruz
- 1995 : Inter Bom-Bom
- 1996 : Caixão Grande
- 1997 : no es disputà
- 1998 :
- 1999 : Sporting Praia Cruz
- 2000 : Inter Bom-Bom
- 2001 : Bairros Unidos FC
- 2002 : no es disputà
- 2003 : Inter Bom-Bom
- 2004 : UDESCAI
- 2005 : no es disputà
- 2006 : no es disputà
- 2007 : Sporting Praia Cruz
- 2008 : no es disputà
- 2009 : Vitória FC
- 2010 : no es disputà
- 2011 : Vitória FC
- 2012 : Sporting Praia Cruz[1]
- 2013 : Sporting Praia Cruz[2]
- 2014 : UDRA[3]
- 2015 : Sporting Praia Cruz[4]
- 2016 : Sporting Praia Cruz[5]
- 2017 : UDRA[6]
- 2018 : UDRA[7]